# Nesogordonia ambalabeensis
Nesogordonia ambalabeensis är en malvaväxtart som beskrevs av Arenes. Nesogordonia ambalabeensis ingår i släktet Nesogordonia och familjen malvaväxter. Inga underarter finns listade i Catalogue of Life.